# Johann Evangelist Habert

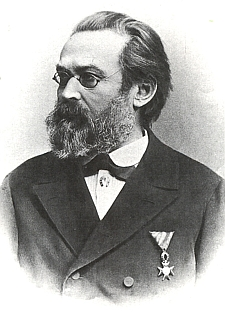
Johann Evangelist Habert, 1894

Johann Evangelist Habert (* 18. Oktober 1833 in Oberplan (Südböhmen); † 1. September 1896 in Gmunden (Oberösterreich)) war ein katholischer Kirchenmusiker und Komponist.
Habert war der Sohn eines Bäckermeisters. Er besuchte die von seinem Großvater geleitete Volksschule in Oberplan sowie ab 1848 die Normalschule in Linz. Diese war mit einer Lehrerbildungsanstalt verbunden, welche er absolvierte.
Im Jahr 1852 wurde er zunächst Lehrer in Naarn an der Donau, später 1857 in Waizenkirchen. Ab 1860 arbeitete er als Stadtpfarrorganist in Gmunden am Traunsee, ab 1878 war er hier zugleich Regens chori.
Habert wurde durch zahlreiche von ihm verfasste kirchenmusikalische Werke bekannt.

## Werke
- Messen
- Motetten
- Litaneien
- Te Deum op. 37 mit kleinem Orchester
- Lieder und Gesänge
- Klavierwerke
- Orgelwerke
- Kammermusik
- Orchesterwerke
- Unterrichtswerke
  - Orgelbuch für die österreichische Kirchenprovinz op. 33, 1881
  - Chorgesangschule op. 22, 1882
  - Beiträge zur Lehre von der musikalischen Komposition, 4 Bände, 1889 ff.
  - Praktische Orgelschule op. 16, 2 Bände, 1892
  - Kleine praktische Orgelschule, op. 101, 1895
  - Theoretisch-praktische Klavierschule op. 70

Eine Gesamtausgabe seiner Werke, zunächst von ihm selbst, später von Alois Hartl herausgegeben erschien ab 1894 in 8 Serien.
Neben eigenen Werken gab er heraus:
- Johann Joseph Fux: Messen, in DTÖ I/1, Wien 1894
- Johann Joseph Fux: Motetten in DTÖ II/1, Wien 1895
- Johann Stadlmayr: Hymnen, in DTÖ III/1, Wien 1896

Außerdem redigierte er die von ihm gegründete Zeitschrift für katholische Kirchenmusik.